# Karel II van Hessen-Philippsthal
Karel II van Hessen-Philippsthal (Philippsthal, 22 mei 1803 - aldaar, 12 februari 1868) was van 1849 tot 1866 de laatste landgraaf van Hessen-Philippsthal. Hij behoorde tot de linie Hessen-Kassel-Philippsthal van het huis Hessen.

## Levensloop
Karel II was de vierde zoon van landgraaf Ernst Constantijn van Hessen-Philippsthal uit diens huwelijk met Louise, dochter van graaf Frederik Karel van Schwarzburg-Rudolstadt.
Hij diende als generaal-majoor à la suite in het leger van het keurvorstendom Hessen. In 1849 volgde hij zijn vader op als landgraaf van Hessen-Philippsthal. Karel bleef dit tot in 1866, toen het keurvorstendom Hessen en Hessen-Philippsthal na de Oostenrijks-Pruisische Oorlog geannexeerd werden door Pruisen.
Hij overleed in februari 1868 op 64-jarige leeftijd.

## Huwelijk en nakomelingen
Op 9 oktober 1845 huwde hij in Carlsruhe met Maria (1818-1888), dochter van hertog Eugenius van Württemberg. Ze kregen twee kinderen:
- Ernst (1846-1925), titelvoerend landgraaf van Hessen-Philippsthal
- Karel Alexander (1853-1916)